# Джо Феган
Джо Феган (англ. Joe Fagan, 12 березня 1921, Ліверпуль — 30 червня 2001, Ліверпуль) — англійський футболіст, що грав на позиції захисника. По завершенні ігрової кар'єри — тренер. Менеджер «Ліверпуля», більшу частину своєї тренерської кар'єри присвятив цьому клубу, перший британський фахівець, який за один футбольний сезон зміг виграти три «великих» трофея.

## Ігрова кар'єра
Народився 12 березня 1921 року в місті Ліверпуль. Привернув увагу професійних клубів, виступаючи за аматорський клуб «Ерлстоун Богеміанс». Йому запропонували контракт «Ліверпуль» та «Манчестер Сіті», але Джо вибрав «Сіті», оскільки менеджер мерсісайдського клубу Джордж Кей бачив його тільки в далекому резерві. З початком Другої світової війни Джо пішов служити в Королівський військово-морський флот Великої Британії, а також грав за клуб «Гайд Юнайтед». Після закінчення війни Феган повернувся в «Манчестер Сіті», з яким домігся в 1947 році підвищення в класі — клуб вийшов у Перший дивізіон. Останні кілька років кар'єри гравця Джо був капітаном своєї команди.
Тренерська кар'єра Фэгана почалася в аматорському клубі «Нельсон», в якому Феган був граючим тренером і з яким він двічі (у 1950 і 1952 роках) вигравав титул чемпіона Ланкаширської Комбінації.
Згодом з 1953 по 1954 рік грав у складі клубу «Бредфорд».
Завершив професійну ігрову кар'єру у клубі «Олтрінхем», за який виступав протягом 1954—1955 років.

## Кар'єра тренера
У 1956 році Феган став помічником головного тренера «Рочдейла», а в 1958 році обійняв посаду тренера дублерів в «Ліверпулі» Білла Шенклі, увійшовши до складу знаменитого Бут-Руму. Згодом Джо був переведений на посаду тренера першої команди.
Після відходу Шенклі з клубу в 1974 році Феган став асистентом нового наставника «Ліверпуля» Боба Пейслі, цю посаду він займав аж до 1983 року. За цей час «Ліверпуль» встиг стати з команди, яка марно боролася за повернення в Перший дивізіон, найсильнішим клубом Англії і одним з найсильніших в Європі. «Ліверпуль» регулярно вигравав чемпіонат Англії, кілька разів ставав володарем Кубка Англії і Кубка УЄФА, а також кілька сезонів поспіль вигравав Кубок Ліги. До того ж команда у період з 1977 по 1981 роки змогла тричі виграти Кубок європейських чемпіонів. У 1983 році Пейслі пішов у відставку, і його місце зайняв Джо Феган, якому на той момент було 62 роки. Хоча повторення успіхів попередників було важким завданням, він зміг з ним впоратися, в перший же сезон біля керма клубу вигравши три «великих» трофея — Кубок Ліги, чемпіонат Англії і Кубок чемпіонів. До Фегана жодному британському менеджеру не вдавалося добитися цього.
У свій другий сезон він став віцечемпіоном країни, хоча до кінця жовтня команда, яка втратила капітана Грема Сунесса і травмованого кращого бомбардира клубу Іана Раша, перебувала лише на 20-му місці в таблиці. «Ліверпуль» вдруге поспіль вийшов у фінал Кубка Чемпіонів, але перед матчем Феган повідомив, що не буде продовжувати контракт і по завершенні сезону залишить команду. Фінальний матч у Брюсселі між «Ліверпулем» та «Ювентусом», останній для «червоних» під керівництвом Фегана, запам'ятався, однак, перш за все тим, що перед його початком в результаті сутичок між уболівальниками конкуруючих клубів, обвалення частини старого стадіону «Ейзель» і абсолютної неготовності бельгійської поліції сталася Ейзельська трагедія, яка забрала життя 39 людей. Сам матч завершився перемогою «Ювентуса» з рахунком 1:0, єдиний гол з неправильно призначеного пенальті забив Мішель Платіні. Після відходу Фегана керівництво «Ліверпулем» перейшло до Кенні Далгліша, який став граючим тренером клубу.
Помер 30 червня 2001 року на 81-му році життя у місті Ліверпуль після важкої тривалої хвороби.

## Титули і досягнення

### Як тренера
- Чемпіон Англії (1):

«Ліверпуль»: 1983–84
- Володар Кубка англійської ліги (1):

«Ліверпуль»: 1983–84
- Володар Кубка чемпіонів УЄФА (1):

«Ліверпуль»: 1983–84